# Selwynia
Selwynia is een geslacht van kreeftachtigen uit de klasse van de Malacostraca (hogere kreeftachtigen).

## Soort
- Selwynia laevis Borradaile, 1903